# Marcelino García Toral
Marcelino García Toral (Villaviciosa, 14 d'agost de 1965) és un exfutbolista i entrenador de futbol asturià. Com a jugador, feia de centrecampista i el seu primer equip fou el Real Sporting de Gijón.

## Trajectòria

### Com a jugador
Format al planter del Real Sporting de Gijón, debutà en la primera divisió el 22 de desembre del 1985 contra el XX, amb un resultat d'1-1. Disputà un total de setanta-quatre partits en la màxima categoria, fins al 1989. En la segona divisió jugà una temporada amb el Real Racing Club de Santander, amb qui va baixar a segona B, i dues al Llevant Unió Esportiva. El 1992 fitxà per l'Elx Club de Futbol, d'on es retirà dos anys després a causa d'una lesió de genoll.
Fou internacional amb la selecció espanyola sub-20, amb la qual aconseguí el subcampionat del Mundial Juvenil del 1985 contra la Unió Soviètica.

### Com a entrenador
Debutà amb el Club Deportivo Lealtad la temporada 1997/98, aconseguint pujar l'equip a segona B. El 2001 fitxà pel Real Sporting de Gijón B i passà al primer equip el 2003. Romangué amb aquest equip dues temporades, i va estar a punt d'aconseguir l'ascens a primera divisió durant la temporada 2003/04.
Durant la temporada 2005/06 fitxà pel Real Club Recreativo de Huelva, aconseguint l'ascens a primera divisió aquella mateixa temporada i, en la següent, un 8è lloc en la màxima categoria. Gràcies a aquesta fita, fou premiat amb el Trofeu Miguel Muñoz que atorga el diari Marca. El 26 de juny del 2007 signà amb el Real Racing Club de Santander, amb qui aconseguí la classificació per a la Lliga Europa de la UEFA per primer cop en la història del club, a més d'aconseguir arribar a les semifinals de la Copa del Rei de futbol també per primer cop.
El 2008 es va comprometre amb el Reial Saragossa, que havia baixat a segona durant la temporada anterior. Durant aquella etapa, amb 2,4 milions d'euros anuals, esdevingué el tècnic més ben pagat del futbol espanyol, després d'anar-se'n Bernd Schuster del Reial Madrid. Amb l'equip aragonès, Marcelino aconseguí un segon ascens com a entrenador a la màxima categoria del futbol espanyol el 13 de juny del 2009, després d'una victòria de 3-1 contra el Córdoba Club de Fútbol a l'estadi de La Romareda. A més a més, el diari Marca va concedir-li el seu segon Trofeu Miguel Muñoz. Amb l'equip ja en primera divisió, el 12 de desembre del 2009, després de la derrota del Zaragoza contra l'Athletic Club per 1-2, i una trajectòria fluixa que feu baixar l'equip dos llocs, la directiva del club decidí rescindir-li el contracte.
El 9 de febrer del 2011, Marcelino tornà al Racing de Santander després de l'arribada de l'empresari Ahsan Ali Syed i la destitució de Miguel Ángel Portugal, aconseguint salvar l'equip del descens a segona divisió. Tanmateix, un cop acabada la temporada, decidí abandonar el Racing després de diverses discrepàncies amb el nou amo del club. El 7 de juny del 2011 fou presentat com a nou entrenador del Sevilla Fútbol Club. El 6 de febrer del 2012 fou destituït com a entrenador del Sevilla a causa dels mals resultats, després de jugar set jornades consecutives sense cap victòria.
El 14 de gener del 2013 es feu oficial el seu contracte amb el Vila-real CF fins al final de la temporada 2012/13. L'equip acabà la competició en segona posició i Marcelino aconseguí el seu tercer ascens a primera divisió com a entrenador. Posteriorment, va assolir mantenir l'equip entre els sis primers de la primera divisió durant tres anys seguits, inclosa una quarta posició i una semifinal a la Lliga Europa de la UEFA la temporada 2015–16.
El 10 d'agost de 2016, pocs dies abans del primer partit oficial de la temporada 2016-17, Marcelino fou destituït sorprenentment per diferències amb la directiva del club. L'11 de maig de 2017 fou nomenat entrenador del València CF per a la temporada 2017-2018 després de signar un contracte per dos anys.
Marcelino va entrenar al València en unes condicions socials adverses, però amb ell a la banqueta l'equip es va classificar per a la Lliga de Campions en les dos temporades que va estar a l'equip, i va guanyar la Copa del Rei 2018-19 posant fi a onze anys de sequera en l'equip merengot. L'11 de setembre de 2019, amb la lliga començada, la directiva del València va destituir-lo com a conseqüència de diverses picabaralles entre l'entrenador i Peter Lim. El seu substitut va ser Albert Celades.
El 4 de gener de 2021, Marcelino fou nomenat entrenador de l'Athletic Club amb contracte fins al 30 de juny de 2022. En els seus primers tres partits en el càrrec, va perdre contra el FC Barcelona a la lliga, però va vèncer el mateix adversari i també el Reial Madrid per guanyar la Supercopa d'Espanya. També va estar a la banqueta en dues finals de Copa disputades en dues setmanes: la primera (Copa del Rei de futbol 2019-20) havia estat posposada a causa de la pandèmia de COVID-19), tot i que les va perdre les dues.

## Clubs

### Com a jugador
| Club                          | País          | Any       |
| ----------------------------- | ------------- | --------- |
| Real Sporting de Gijón        | Espanya       | 1985-1989 |
| Real Racing Club de Santander | Espanya       | 1989-1990 |
| Llevant UE                    | País Valencià | 1990-1992 |
| Elx Club de Futbol            | País Valencià | 1992-1994 |

### Com a entrenador
| Club                          | País          | Any       |
| ----------------------------- | ------------- | --------- |
| CD Lealtad                    | Espanya       | 1997-1998 |
| Real Sporting de Gijón "B"    | Espanya       | 2001-2003 |
| Real Sporting de Gijón        | Espanya       | 2003-2005 |
| RC Recreativo de Huelva       | Espanya       | 2005-2007 |
| Real Racing Club de Santander | Espanya       | 2007-2008 |
| Reial Saragossa               | Espanya       | 2008-2009 |
| Real Racing Club de Santander | Espanya       | 2011      |
| Sevilla FC                    | Espanya       | 2011-2012 |
| Vila-real CF                  | País Valencià | 2013-2016 |
| València CF                   | País Valencià | 2017-2019 |
| Athletic Club                 | País Basc     | 2021-     |